# Коаз (река)
Коаз (фр. Coise) је река у Француској. Дуга је 50 km. Улива се у Лоару. 